# Années 130 av. J.-C.
Les années 130 av. J.-C. couvrent les années de 139 av. J.-C. à 130 av. J.-C.

## Événements

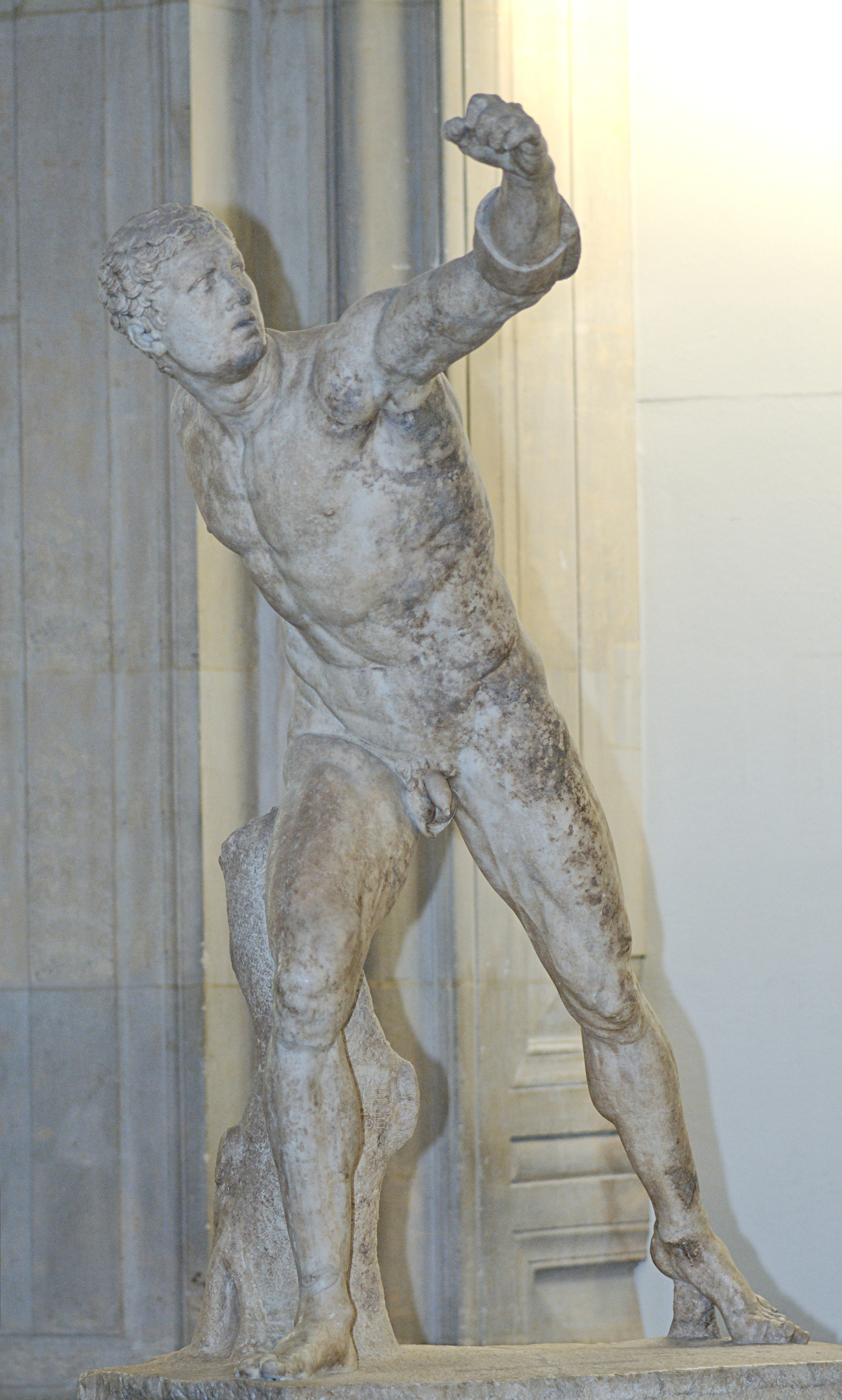
Le Gladiateur Borghèse

- 139 av. J.-C. : assassinat du chef des Lusitaniens révoltés, Viriathe[1]. La guerre continue en Espagne. La place forte de Numance, assiégée par les Romains, résiste pendant six ans.
- 139-132 av. J.-C. :  première Guerre servile en Sicile, fomentée par l’esclave syrien Eunus et matée par le romain Calpurnius Pison. Elle a des répercussions à Athènes et à Délos[2].
- 138-126 av. J.-C. : ambassade de Zhang Qian chez les Yuezhi, ouvrant la route de la soie par le bassin du Tarim[3]. Le premier but de l’expédition est de s’allier avec les Yuezhi contre les Xiongnu.

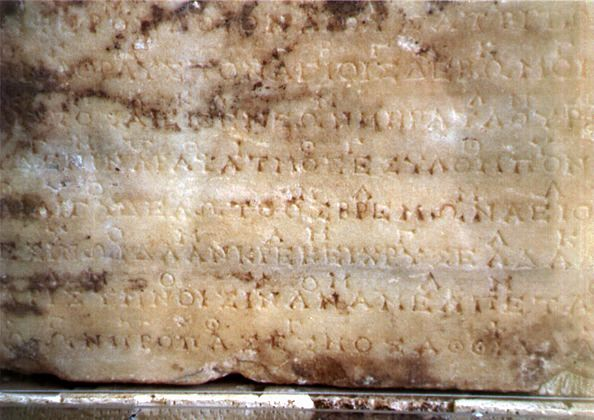
Pierre sur laquelle est gravée le second hymne delphique.

- 138-128 av. J.-C., Musique : Hymnes delphiques à Apollon, compositions musicales (la seconde est attribuée à Limenios), restitués à partir de dalles de marbre découvertes à Delphes et datées de 138 et 128 av. J.-C.[4].
- 133 av. J.-C. :  
  - prise de Numance[1].
  - Attale III de Pergame lègue son royaume aux Romains[1].
  - Lex Sempronia[1].
- 133-129 av. J.-C. : révolte d’Aristonicos contre Rome en Asie[5].
- 133 av. J.-C. : Bataille de Mayi. guerre entre les Xiongnu et les Han[6].

- 132-131 av. J.-C. : Cléopâtre II chasse son frère Ptolémée VIII d'Alexandrie qui se réfugie à Chypre[7].

- Vers 130 av. J.-C. :  fondation de l'Empire kouchan par les Tokhariens, venus de la mer d'Aral, en Inde du Nord et en Afghanistan. Issus des Yuezhi chassés de Chine par les Xiongnu, ils se fixent en Bactriane et en Sogdiane et détruisent progressivement le royaume gréco-bactrien[8].

## Personnages significatifs
- Antiochos VII
- Attale III
- Caius Papirius Carbo
- Cléopâtre II
- Eunus
- Les Gracques
- Jean Hyrcan Ier
- Micipsa
- Scipion Nasica
- Quintus Caecilius Metellus Macedonicus
- Phraatès II
- Scipion Émilien
- Zhang Qian